# 琴別府要平
琴別府要平，(1965年10月17日-），原名三浦要平、日本大分縣別府市出身的前大相撲力士，身高178cm、體重193kg，血型b型。最高位置是東前頭筆頭（1995年3月場所）。所屬的相撲部屋是佐渡嶽部屋。

## 人物
三浦要平在16歲時被母親送到但渡嶽部屋學習相撲，他於1981年3月初次比賽，1989年7月晉昇十兩，但由於腎炎和尿毒症長期缺席比賽而不得不退出十兩，使他的排名大幅下降。在此期間，他幾乎需要人工透析，但最終完全康復，在1990年9月場所以西序之口重新出賽，1992年5月場所復歸十兩、同年11月場所晉級幕內。
他在1997年11月退休。接受過日式拉麵製作培訓，並在千葉縣鐮谷市開了一家拉麵店，後來在他的家鄉大分別府市開了一家拉麵店，在那裡他還製作相撲火鍋。